# Армяне в Испании
В Испании насчитывается около 60.000 этнических армян (исп. Armenios en España, арм. Հայերն Իսպանիայում) . По данным Национального института статистики Испании из них 11.000 родились в Армении. Армяне стали переселяться в Испанию после геноцида армян, а также иранской революции 1979 года и Гражданской войны в Ливане, в последних случаях как иранцы и ливанцы.
Армяне живут в основном в Мадриде, Барселоне, Севилье и Валенсии. Большинство армян в Испании говорят по-испански, также многие владеют армянским, а те, чьи предки прибыли из Ирана и Ливана умеют говорить на персидском и арабском языках. Большинство армян в Испании принадлежат к Армянской Апостольской Церкви.